# Cúp BTV 2017
Tính đến ngày 4 tháng 2 năm 2018
BTV Cup 2017 có tên gọi chính thức là Giải bóng đá quốc tế Truyền hình Bình Dương - Cúp Number One lần thứ XVIII là mùa giải lần thứ 18 của giải BTV Cup do Truyền hình Bình Dương, Becamex IDC và Number One đồng tổ chức hàng năm, giải diễn ra từ ngày 25 tháng 1 đến ngày 4 tháng 2 năm 2018 trên sân vận động Gò Đậu tại Bình Dương.

## Các đội tham dự
| Đội bóng           | Thành tích Mùa trước | Huấn luyện viên  | Đội trưởng       |
| ------------------ | -------------------- | ---------------- | ---------------- |
| Becamex Bình Dương | Xếp thứ 11           | Trần Minh Chiến  | Lê Tấn Tài       |
| Hoàng Anh Gia Lai  | Xếp thứ 10           | Dương Minh Ninh  | Lê Văn Sơn       |
| Sinh viên Hàn Quốc | —                    | Shin Yonho       | Yoo Wonjong      |
| Quảng Nam          | Vô địch              | Hoàng Văn Phúc   | Đinh Thanh Trung |
| Vasco da Gama B    | Xếp thứ 7            | Rodney Goncalves | Joseph Mauricio  |

## Vòng bảng
Các đội bóng thi đấu vòng tròn một lượt để tính điểm xếp hạng. Cách thức xếp hạng tại vòng bảng sẽ được tiến hành theo thứ tự như sau:
- Tính tổng số điểm của các đội đạt được để xếp thứ hạng trong Bảng;
- Thành tích đối đầu giữa các đội;
  - Tổng số điểm.
  - Hiệu số của tổng số bàn thắng trừ tổng số bàn thua.
  - Tổng số bàn thắng.
- Trường hợp các chỉ số trên bằng nhau thì xét các chỉ số của tất cả các trận đấu trong Bảng theo thứ tự:
  - Hiệu số của tổng số bàn thắng trừ tổng số bàn thua.
  - Tổng số bàn thắng.
- Bốc thăm.

### Kết quả chi tiết
| Quảng Nam           | 1 – 2          | Hoàng Anh Gia Lai                        |
| ------------------- | -------------- | ---------------------------------------- |
| Phan Đình Thắng 29' | Chi tiết Video | Đinh Thanh Bình 59' · Rimario Gordon 80' |

| Becamex Bình Dương                  | 3 – 1          | Sinh Viên Hàn Quốc |
| ----------------------------------- | -------------- | ------------------ |
| Tishan Hanley 55', 69', 87' (ph.đ.) | Chi tiết Video | Hwang Yooseung 34' |

| Vasco da Gama B            | 1 – 0          | Sinh Viên Hàn Quốc |
| -------------------------- | -------------- | ------------------ |
| Rafael Leme dos Santos 90' | Chi tiết Video |                    |

| Becamex Bình Dương                                                           | 3 – 4          | Quảng Nam                                                                             |
| ---------------------------------------------------------------------------- | -------------- | ------------------------------------------------------------------------------------- |
| Mirchev Vlaislav Mitkov 34' · Thiago Papel 42' (ph.l.n) · Nguyễn Anh Đức 53' | Chi tiết H1 H2 | Wander Luis Queiroz 3' · Francis Suarez 32' · Đinh Thanh Trung 81' · Thiago Papel 86' |

| Sinh Viên Hàn Quốc | 0 – 0          | Quảng Nam |
| ------------------ | -------------- | --------- |
|                    | Chi tiết H1 H2 |           |

| Hoàng Anh Gia Lai | 1 – 2          | Vasco da Gama B                                |
| ----------------- | -------------- | ---------------------------------------------- |
| Lê Văn Sơn 28'    | Chi tiết Video | Natan Gomes De Melo 4' · Daniel Pessoa Dos 39' |

| Sinh Viên Hàn Quốc | 1 – 2          | Hoàng Anh Gia Lai                             |
| ------------------ | -------------- | --------------------------------------------- |
| Hwang Yooseung 31' | Chi tiết Video | Gomes Bernal Enrique 22' · Rimario Gordon 63' |

| Becamex Bình Dương                     | 2 – 1          | Vasco da Gama B                                   |
| -------------------------------------- | -------------- | ------------------------------------------------- |
| Chidi Edeh 22' · Nguyễn Thanh Thảo 39' | Chi tiết Video | Daniel Pessoa Dos 51' · Natan Gomes De Melo 90+4' |

| Quảng Nam          | 1 – 3          | Vasco da Gama B                                                                              |
| ------------------ | -------------- | -------------------------------------------------------------------------------------------- |
| Nguyễn Văn Hậu 45' | Chi tiết Video | Joseph Mauricio 18' · Jeferson Carneiro 59' · Daniel Pessoa Dos 80' · Eduardo Melo Alves 90' |

| Becamex Bình Dương                       | 3 – 0          | Hoàng Anh Gia Lai |
| ---------------------------------------- | -------------- | ----------------- |
| Milad Salem 4' · Junior Batista 63', 78' | Chi tiết Video |                   |

### Bảng xếp hạng vòng bảng
| VT | Đội                | ST | T | H | B | BT | BB | HS | Đ | Giành quyền tham dự |
| -- | ------------------ | -- | - | - | - | -- | -- | -- | - | ------------------- |
| 1  | Becamex Bình Dương | 4  | 3 | 0 | 1 | 11 | 6  | +5 | 9 | Trận chung kết      |
| 2  | Vasco da Gama B    | 4  | 3 | 0 | 1 | 8  | 4  | +4 | 9 | Trận chung kết      |
| 3  | Hoàng Anh Gia Lai  | 4  | 2 | 0 | 2 | 5  | 7  | −2 | 6 | Trận tranh hạng ba  |
| 4  | Quảng Nam          | 4  | 1 | 1 | 2 | 6  | 9  | −3 | 4 | Trận tranh hạng ba  |
| 5  | Sinh viên Hàn Quốc | 4  | 0 | 1 | 3 | 2  | 6  | −4 | 1 |                     |

## Vòng đấu loại trực tiếp
Đội xếp thứ III tại vòng bảng sẽ thi đấu với Đội xếp thứ IV để tranh hạng ba còn Đội xếp thứ I sẽ thi đấu với Đội xếp thứ II để tranh chức vô địch. Các trận đấu nếu sau 90 phút thi đấu chính thức mà kết quả hòa thì sẽ tiến hành loạt sút luân lưu 11m để phân định đội thắng cuộc.

### Trận tranh hạng ba
| Hoàng Anh Gia Lai                                                    | 1 – 1          | Quảng Nam                                                   |
| -------------------------------------------------------------------- | -------------- | ----------------------------------------------------------- |
| Kim Jinseo 62'                                                       | Chi tiết H1 H2 | Trịnh Văn Hà 90+3'                                          |
| Loạt sút luân lưu                                                    |                |                                                             |
| Lê Văn Sơn · Nguyễn Hữu Anh Tài · Nguyễn Hữu Đông Triều · Fábio Pena | 2 – 4          | Đinh Thanh Trung · Huỳnh Tấn Sinh · Evangelos · Wander Luiz |

### Trận chung kết
| Becamex Bình Dương          | 1 – 0          | Vasco da Gama B |
| --------------------------- | -------------- | --------------- |
| Mirchev Vlaislav Mitkov 58' | Chi tiết H1 H2 |                 |

## Các danh hiệu
- Vô địch:  Becamex Bình Dương
- Á quân:  Vasco da Gama B
- Hạng ba:  Quảng Nam
- Giải phong cách:  Hoàng Anh Gia Lai
- Cầu thủ xuất sắc nhất: Lê Tấn Tài ( Becamex Bình Dương)
- Vua phá lưới của giải: Daniel Pessoa Dos ( Vasco da Gama B) và Tishan Hanley ( Becamex Bình Dương) với 3 bàn thắng
- Thủ môn xuất sắc nhất giải: Nguyễn Tấn Trường ( Becamex Bình Dương)

## Kênh truyền hình
Các kênh truyền hình trực tiếp gồm: BTV2, SCTV2.